# Lebbeus schrencki
Lebbeus schrencki är en kräftdjursart som först beskrevs av Brazhnikov 1907.  Lebbeus schrencki ingår i släktet Lebbeus och familjen Hippolytidae. Inga underarter finns listade i Catalogue of Life.